# Herzogtum Châteauvillain
Herzog von Châteauvillain war ein Adelstitel, den im 18. Jahrhundert Louis Alexandre de Bourbon, Graf von Toulouse, ein unehelicher Sohn Ludwigs XIV., und nach ihm dessen Sohn Louis Jean Marie de Bourbon, Herzog von Penthièvre, führten.
Namengebend für das Herzogtum war die mittelalterliche Herrschaft Châteauvillain, die sich auf die Burg Châteauvillain im Département Haute-Marne, konzentrierte. In der ersten Hälfte des 16. Jahrhunderts wurde Châteauvillain für Joachim de La Baume, † 1547/52, zur Grafschaft erhoben.
Das Herzogtum ist eine französische Duché-Pairie, die für Louis Alexandre de Bourbon durch Patentbrief von Mai 1703 geschaffen und am 29. August eingetragen wurde; die Ländereien waren drei Jahre zuvor, am 31. August 1700 vom Grafen von Toulouse erworben worden. Es handelte sich um die Erneuerung eines Herzogtums, das im Juni 1650 unter dem Namen Vitry für den Sohn des Marschalls de l’Hôpital errichtet, aber nicht registriert worden war.
Das Herzogtum umfasste die Markgrafschaft Arc-en-Barrois (mit Latrecey, Montribourg, Valbruant, Cour-l’Évêque, Giey, Richebourg, La Maison-Renard und Bois-Saint-Georges), die mit den Baronien Créancey und Courcelles vereint war (mit den Herrschaften Ternat (Marmesse, Blessonville, Coupray) und Ériseul) sowie der Grafschaft Chateauvillain (mit Espillan (Orges und Veuxhaulles)), deren Zugehörigkeiten und Abhängigkeiten. Durch Patentbrief von April 1728, die am 11. Mai eingetragen wurden, wurde ihm auch La Ferté-sur-Aube hinzugefügt.

## Seigneurs et Dames de Châteauvillain
Haus Broyes
- NN (Elisabeth) de Valois, Dame de Châteauvillain et d’Arc-en-Barrois, Tochter von Raoul IV., Comte de Valois, de Crépy et de Vitry, und Adèle de Bar-sur-Aube (Erstes Haus Valois); ⚭ um 1065 Barthélemy de Broyes, Seigneur de Broyes et de Beaufort, † nach 1072
- Hugues II. Bardoul, † vor 1121, Seigneur de Broyes, de Beaufort, d’Arc-en-Barrois, de Baye, de Trilbardou et de Charmentray 1081/1110, deren Sohn; ⚭ Emmeline de Montlhéry, † 1121, Tochter von Milon I. de Montlhéry (Haus Montlhéry) und Lithuaise, Vicomtesse de Troyes
- Simon I. de Broyes, † 4. Januar 1137/40, Seigneur de Broyes, de Beaufort, de Baye etc. 1104/36, deren Sohn; ⚭ Félicité de Brienne, 1110, † nach 21. Juni 1178, Tochter von Érard I., Comte de Brienne (Haus Brienne)
- Hugues III., 1131, † 1199, Seigneur de Broyes et de Châteauvillain, deren Sohn; ⚭ (1) vor 22. Oktober 1144 Stephanie von Bar, Dame de Commercy, 1140/70, † 12. März vor 1178, Tochter von Rainald I., Graf von Bar (Haus Scarponnois), und Gisèle de Vaudémont; ⚭ (2) vor 1178 Isabelle de Dreux, Dame de Baudement, † 1239, 1197 Dame d’Arc-en-Barrois et de Cour-l’Évêque, Tochter von Robert I. le Grand, Comte de Dreux, und Agnès de Baudement, Dame de Braine (Haus Frankreich-Dreux)

Linie Châteauvillain
- Simon I., le Jeune, 1197/1258, † 1260, Seigneur de Châteauvillain et d’Arc-en-Barrois, de Baye, de Nesle et de Villenauxe, Sohn von Hugues III. und Isabelle de Dreux; ⚭ Alix de Luzy, 1225/70, testiert 1261, Tochter wohl von Dalmace de Luzy und Béatrix de Vignory
- Jean I., 1253/1313, † 1313, Seigneur d’Arc, de Baye, de Pleurs, 1279 Seigneur de Luzy, de Semur-en-Brionnais, de Huchon et de Bourbon-Lancy; ⚭ (1) vor 8. September 1260 Jeanne de Milly-en-Beauvaisis, † nach September 1268, Tochter von Guy, Sire de Pleurs, Seigneur de Boissy; ⚭ (2) vor 1279 Jeanne de Luzy, 1259/82, Dame de Luzy, de Semur-en-Brionnais, de Muchon et de Bourbon-Lancy, Erbtochter von Simon
- Simon II., † 28. Juni 1305, 1285 Seigneur de Bremur, d’Arc-en-Barrois, de Valbruant, de Courcelles, de Giey, de Cour-l’Évêque, de Montribourg, de Créancey, de Richebourg, de Bricon, de Semoutiers, de Bugnières, de Ternat, de Chameroy, de Villiers-sur-Suize, de Roulles, de Maral, d’Ormoy et d’Aprey, Sohn von Jean I. und Jeanne de Milly; ⚭ (Ehevertrag Januar 1281) vor 18. März 1285 Marie von Flandern, Dame de Saint-Just, testiert 1294, † 1297, bestattet in der, Stiftskirche von Châteauvillain, Tochter von Guy de Dampierre, 1278 Graf von Flandern (Haus Dampierre)
- Jean II., † vor 12. März 1312, 1305 Seigneur d’Arc en-Barrois et de Giey, deren Sohn; ⚭ Marie de Roucy, 1312, testiert 1343, Tochter von Jean IV., Sire de Pierrepont (Haus Pierrepont)
- Jean III., * 1301/02, † zwischen 31. März und 23. Oktober 1355, 1313 Seigneur de Pleurs et d’Arc-en-Barrois, deren Sohn; ⚭ 1321 Marguerite de Noyers, Dame de Villeneuve bei Bar-sur-Seine, 1340, † vor 1353, Tochter von Miles X., Sire de Noyers et de Vendeuvre (Haus Noyers)
- Jean IV., folgt 1355, X 19. September 1356 in der Schlacht bei Poitiers, deren Sohn
- Jeanne, Dame de Châteauvillain 1375/89, † 1399, dessen Schwester; ⚭ (1) vor 1345 Jean I., Seigneur de Thil-en-Auxois, 1307, † 1355, danach vier weitere Ehen

Haus Thil
- Jean IV., † 1419, Seigneur de Châteauvillain et de Thil-en-Auxois, deren Sohn; ⚭ Jeanne de Grancey, Dame de Louvois, Tochter von Eudes VII. de Grancey und Yolande de Bar-Pierrepont
- Guillaume, † 1430, Seigneur de Châteauvillain, de Thil-en-Auxois, de Grancey, de Pierrepont et de Nully, Conseiller et Chambellan des Königs Karl VI., Großkämmerer von Frankreich, deren Sohn; ⚭ (1) NN; ⚭ (2) 1433 Isabeau de La Trémoille, Tochter von Guy VI. de La Trémoille und Marie de Sully (Haus La Trémoille)
- Bernard, † 16. Dezember oder 4. Dezember 1452, Seigneur de Châteauvillain, de Thil-en-Auxois, de Grancey, de Pierrepont, de Marigny et de Nully, dessen Bruder; ⚭ Jeanne de Saint-Clair, dite de Vez
- Jean V., † 16. April 1497, Seigneur de Châteauvillain, de Thil-en-Auxois, de Grancey, de Pierrepont, de Marigny et de Nully, deren Sohn; ⚭ Louise Rolin, Tochter von Nicolas Rolin, Kanzler von Burgund, Sire de Ricey-le-Bas, und Guigonne de de Salins-la-Tour
- Jean VI., † 11. April 1504, Seigneur de Châteauvillain, de Thil-en-Auxois, de Grancey, de Pierrepont et de Nully, deren Sohn; ⚭ 1478 Marie d’Estouteville, † 4. November 1490, Tochter von Robert VII. d’Estouteville und Amboise de Loré
- Jacques, † 17. August 1507, deren Sohn
- Anne, Dame de Châteauvillain et de Grancey, dessen Schwester; ⚭ (1) Jacques le Jeune de Dinteville des Chenets/d'Echenay, Seigneur de Dammartin/Dommartin, Großjägermeister von Frankreich; ⚭ (2) 1508 Marc de la Baume, Comte de Montrevel († nach 3. August 1527), Vicomte de Ligny-le-Châtel (La Baume-Montrevel)

## Comtes de Châteauvillain
- Joachim de La Baume, † vor 1556, 1. Comte de Châteauvillain (Erhebung durch König Heinrich II.), Seigneur de Grancey, du Fay, de Selongey, de Gemeaux, de Thil-en-Auxois, de Marigny, de Milly, de La Roche-Vanneau, deren Sohn; ⚭ 2. Januar 1534 Jeanne de Moÿ († nach 1579), Tochter von Nicolas de Moÿ und Françoise de Tardes
- Antoinette de La Baume, † 4. September 1572, Comtesse de Châteauvillain, deren Tochter; ⚭ Jean III. d’Ailly d’Annebault, X 19. Dezember 1562, Baron de Retz, Seigneur de Machecoul, d'Annebault et de La Hunaudaye, Sohn von Claude d’Annebault, Marschall von Frankreich, ihre Tochter Diane († 23. Dezember 1560) designierte, da ohne Nachkommen, ihren Vetter Jean d'Avaugour als Erben
- Jean d'Avaugour, † 14. September 1572, Seigneur de Courtalain, letzter erblicher Graf von Châteauvillain, Baron de Grancey, verkauft Châteauvillain an Louis d'Adjacette.[1]
- Louis d'Adjacet ("Luigi Cattani da Diacceto"), † 26. April 1593, Comte de Châteauvillain, Surintendant Caterina de’ Medicis (Jacqueline d’Avaugour. die älteste Schwester von Jean d'Avaugour, erbte Courtalain, Bois-Ruffin und Lauresse und behielt wahrscheinlich Rechte auf Châteauvillain, von dem sie auf jeden Fall den Grafentitel übernahm; sie heiratete 1550 Pierre I. de Montmorency-Fosseux, 1. Marquis von Thury, Baron de Fosseux); ⚭ 11. Februar 1580 Anna Aquaviva, † nach 1593, Tochter von Gianfrancesco Aquaviva, Seigneur de Brie-Comte-Robert, und Susanna Caracciolo, Tochter von Giovanni Caracciolo, Marschall von Frankreich
- Scipion d'Adjacet ("Scipione Aquaviva da Diacetto"), † 1648, Comte de Châteauvillain ab 1617; da er Karriere in der Kirche machte, verkaufte er 1620 die Grafschaft an Nicolas de L’Hospital,[1] der 1622 auch das Marquisat d'Arc-en-Barrois erwarb.
- Nicolas de L’Hospital († 28. September 1644), Marschall von Frankreich, Duc de Vitry (mit Sitz in Châteauvillain und Arc-en-Barrois), Comte de Châteauvillain, Marquis d'Arc-en-Barrois, Seigneur de Nandy, de Coubert et de Vitry-en-Brie; ⚭ Lucrèce-Marie Bouhier de Beaumarchais, Witwe von Louis I. de La Trémoille, Marquis de Noirmoutier, die Eltern von Louis II. de La Trémoille, Duc de Noirmoutier
- François-Marie de L'Hospital, † 9. Mai 1679, Duc de Vitry, Comte de Châteauvillain, deren Sohn; ⚭ 24. Mai 1646 Marie-Louise-Élisabeth-Aimée Pot († 27. Mai 1684), Tochter von Claude Pot (Pot (Adelsgeschlecht)) und Louise Henriette de La Châtre, Tochter von Louis de La Châtre, Marschall von Frankreich (Haus La Châtre)
- Louis-Marie-Charles, † 20. November 1674, Comte de Châteauvillain, deren Sohn

Ab den Herzögen von Vitry fanden die Grafschaft Châteauvillain und das Marquisat d'Arc-en-Barrois wieder ein gemeinsames Schicksal: Verkauf 1679 an Jan Andrzej Morsztyn (Morstein), polnischer Botschafter in Schweden und später in Frankreich, Vater von Michel-Adalbert de Morstein, Comte de Châteauvillain († 1695), 1693 Ehemann von Marie-Thérèse d'Albert de Luynes, Tochter von Charles Honoré d’Albert, Duc de Luynes. Die Morsteins übertrugen sie an Louis Alexandre de Bourbon, Comte de Toulouse und Admiral von Frankreich. Dessen Sohn Louis Jean Marie de Bourbon, Duc de Penthièvre, erbte die Ländereien, die nun das Herzogtum Châteauvillain bildeten, das 1703 zum zur Duché-Pairie ernannt wurde. Über die Tochter des Duc de Penthièvre, Louise Marie Adélaïde de Bourbon-Penthièvre, die durch ihre Heirat mit Louis-Philippe II. Joseph de Bourbon, Duc d’Orléans (Philippe-Égalité) Herzogin von Orléans und Mutter von Louis-Philippe I. wurde, gingen die Ländereien von Arc und Châteauvillain an das Haus Orléans über.

## Ducs de Châteauvillain
- 1703–1737: Louis Alexandre de Bourbon, Comte de Toulouse (1678–1737), 1. Duc de Châteauvillain.
- 1737–1793: Louis Jean Marie de Bourbon, 8. Duc de Penthièvre (1725–1793), 2. Duc de Châteauvillain, dessen Sohn

Mit Maria Teresa Felicita d’Este, Prinzessin von Modena, hatte er sieben Kinder, darunter Jean-Marie de Bourbon (1748–1755), der als Duc de Chateauvillain tituliert wurde, aber im Kindesalter starb.